# Phiala xanthosoma
Phiala xanthosoma är en fjärilsart som beskrevs av Hans Daniel Johan Wallengren. Phiala xanthosoma ingår i släktet Phiala och familjen Eupterotidae. Inga underarter finns listade i Catalogue of Life.